# Eduard Ille
Eduard Valentin Joseph Karl Ille, född den 17 maj 1823 i München, död där den 17 december 1900, var en tysk tecknare och målare.
Ille var lärjunge vid Münchens akademi och ägnade sig huvudsakligen åt teckning och akvarellmålning. Som tecknare arbetade han för Fliegende Blätter, i vilken tidning han var medredaktör från 1863. Därtill utarbetade han större cykler av teckningar, som de sju dödssynderna och de fyra temperamenten. Som akvarellmålare utförde han för kung Ludvig II Lohengrin, Tannhäuser och Parsifal samt en cykel av 21 skildringar ur Eddans Niflungasaga och en framställning av trettioåriga kriget (1868). Ille uppträdde även som skald och författade ett par dramer.